# Lutz Altschul

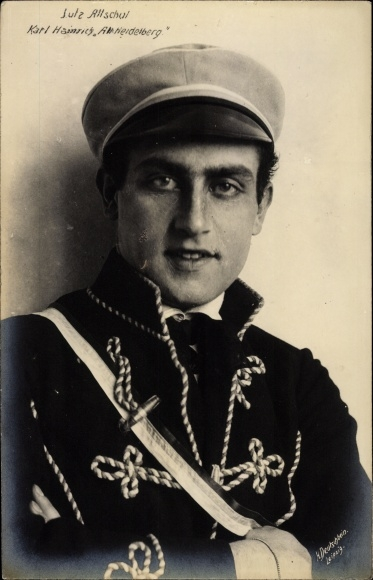
Altschul etwa 1920

Lutz Altschul, auch bekannt als Louis V. Arco (* 24. Juli 1899 in Baden bei Wien; † 3. April 1975 in Zürich) war ein österreichischer Schauspieler.

## Leben
Altschul besuchte während des Ersten Weltkrieges eine Kadettenschule. Nach Kriegsende begann er 1919 seine Schauspielerlaufbahn. Dabei kam er 1922 nach Leipzig, wo er erstmals vor die Filmkamera trat.
Seit 1923 spielte er an Berliner Bühnen und wirkte daneben in einigen Stummfilmen mit. Nach der Machtergreifung der Nationalsozialisten 1933 emigrierte er nach Mährisch-Ostrau, dann in die Schweiz und 1939 in die USA. Unter dem Namen Louis V. Arco übernahm er zahlreiche kleine Rollen in Produktionen der Warner Bros., häufig als Ausländer oder Wehrmachtssoldat in Anti-Nazi-Filmen.
1946 kehrte Altschul nach Europa zurück und lebte in der Schweiz und Österreich. Er trat noch in einigen Filmen und Serien auf und spielte unter anderem in Salzburg und Gelsenkirchen Theater.

## Filmografie
- 1922: Die Teppichknüpferin von Bagdad
- 1922: Spiel mit Menschen
- 1923: Die Liebe einer Königin
- 1925: Liebesfeuer
- 1927: Im Schatten des elektrischen Stuhls
- 1929: Napoleon auf St. Helena
- 1930: Rosenmontag
- 1931: Die Försterchristl
- 1931: Yorck
- 1932: Der schwarze Husar
- 1939: Nurse Edith Cavell
- 1939: Nick Carter, Master Detective
- 1940: Paul Ehrlich – Ein Leben für die Forschung (Dr. Ehrlich’s Magic Bullet)
- 1941: Underground
- 1942: Agenten der Nacht (All Through the Night)
- 1942: Pacific Rendezvous
- 1942: Berlin Correspondent
- 1942: Sabotageauftrag Berlin (Desperate Journey)
- 1942: Casablanca
- 1943: Chetniks
- 1943: The Moon Is Down
- 1943: Auch Henker sterben (Hangmen Also Die!)
- 1943: Aufstand in Trollness (Edge of Darkness)
- 1943: Botschafter in Moskau (Mission to Moscow)
- 1943: Dies ist mein Land (This Land Is Mine)
- 1943: Einsatz im Nordatlantik (Action in the North Atlantic)
- 1943: Hitler’s Madman
- 1943: Appointment in Berlin
- 1943: Bomber’s Moon
- 1943: Hostages
- 1943: Adventures of the Flying Cadets
- 1943: The Strange Death of Adolf Hitler
- 1943: Gangway for Tomorrow
- 1943: The Cross of Lorraine
- 1943: Das Lied von Bernadette (The Song of Bernadette)
- 1944: Address Unknown
- 1944: The Hitler Gang
- 1944: Dr. Wassells Flucht aus Java (The Story of Dr. Wassell)
- 1944: The Black Parachute
- 1944: Secrets of Scotland Yard
- 1944: Wilson
- 1944: Laurel und Hardy – Der große Knall (The Big Noise)
- 1945: Son of Lassie
- 1945: Counter-Attack
- 1949: Duell mit dem Tod
- 1952: Straße zur Heimat
- 1952: Die schöne Tölzerin
- 1961: Frage Sieben (Question 7)
- 1963: Das Kriminalmuseum (Fernsehserie, Folge: Die Fotokopie)
- 1964: Geschichten aus dem Wienerwald
- 1966: Angeklagt nach § 218 (Der Arzt stellt fest…)
- 1973: Kung Fu (Fernsehserie, Folge: The Chalice)